# Sant Joan d'Alacant
Sant Joan d'Alacant (em valenciano e oficialmente) ou San Juan de Alicante (em castelhano) é um município da Espanha na província de Alicante, Comunidade Valenciana. Tem 9,64 km² de área e em 2021 tinha 24 363 habitantes (densidade: 2 527,3 hab./km²).

## Demografia
| Variação demográfica do município entre 1991 e 2004 | Variação demográfica do município entre 1991 e 2004 | Variação demográfica do município entre 1991 e 2004 | Variação demográfica do município entre 1991 e 2004 |
| --------------------------------------------------- | --------------------------------------------------- | --------------------------------------------------- | --------------------------------------------------- |
| 1991                                                | 1996                                                | 2001                                                | 2004                                                |
| 13555                                               | 16008                                               | 16585                                               | 19027                                               |

## Equipamentos
- Universidade Miguel Hernández (campus de Sant Joan d'Alacant)